# Europese hoornaar
De Europese hoornaar of paardenwesp (Vespa crabro) is een vliesvleugelig insect uit de familie van de plooivleugelwespen (Vespidae). De hoornaar behoort tot de echte wespen of papierwespen (Vespinae) en is een van de bekendere soorten wespen in Europa. De soort komt ook voor in delen van Azië en is door de mens uitgezet in Noord-Amerika.
De Europese hoornaar kan tot 3,5 centimeter lang worden en is hiermee de grootste wespachtige van België en Nederland.  De soort komt er niet in grote aantallen voor, maar is, behalve in de kuststreek en Friesland en Groningen, niet heel zeldzaam. De hoornaar wordt meer dan twee keer zo groot als de meeste andere wespen zoals die uit het geslacht kortkopwespen (Vespula). 
De steek van de Europese hoornaar is pijnlijker dan de steek van een honingbij, maar het gif is minder krachtig en de hoornaar is niet bijzonder agressief, tenzij men te dicht bij het nest komt. Hoornaars gebruiken het gif om insecten te doden die zij vervolgens met de kaken vermalen tot een papje en aan de larven voeren. De larven geven op hun beurt een zoete vloeistof af aan de werksters die de suikers gebruiken als brandstof om te kunnen vliegen en zo nog meer insecten te vangen.
Het nest wordt gemaakt van cellulosevezels die van bomen worden geknaagd. Het nest is bolvormig en bestaat uit meerdere raten. Anders dan bij de ver verwante honingbij het geval is, is in het nest van de hoornaar geen honing aanwezig.

## Naam
De soort kreeg van Carl Linnaeus in de tiende editie van zijn Systema naturae (1758) de wetenschappelijke naam Vespa crabro.

### Synoniemen
- Vespa vexator Harris, 1776
- Vespa major Retzius, 1783[2]
- Vespa pratensis Geoffroy, 1785
- Vespa germana Christ, 1791
- Vespa crabroniformis Smith, 1852
- Vespa borealis Radoszkowski, 1863
- Vespa anglica Gribodo, 1892, nom. illeg., al bebruikt als Vespa anglica Smith, 1843
- Vespa oberthuri Du Buysson, 1902
- Vespa fasciata Cameron, 1903
- Vespa tartarea Du Buysson, 1905
- Vespa altaica Perez, 1910
- Vespa caspica Perez, 1910
- Vespa chinensis Birula, 1925, nom. illeg., als gebruikt als Vespa chinensis Fabricius, 1793
- Vespa meridionalis Birula, 1925
- Vespa vulgata Birula, 1925
- Vespa birulai Bequaert, 1931, nom. nov. voor Vespa chinensis Birula, 1925 non Fabricius, 1793
- Vespa gribodoi Bequaert, 1931, nom. nov. voor Vespa anglica Gribodo, 1892 non Smith, 1843

De Europese hoornaar wordt in de Nederlandse taal ook genoemd onder de namen hoorntje of paardenwesp. In het Fries wordt de hoornaar hoarnbij genoemd.
In het verleden werden andere variaties op de naam gebruikt: Cornelis Kiliaan noemde de hoornaar in zijn publicatie uit 1588 "horener" en de wesp werd in 1777 door Antoine Angélique Chomel beschreven onder de naam "hornaar".
De Europese hoornaar wordt in de Nederlandse taal soms wel horzel genoemd, niet alleen in de volksmond (zoals in het Westerlauwers Fries) maar ook in een enkele dierenencyclopedie. De Oudsaksische naam van de horzel is 'hornut', wat sterk lijkt op het Engelse 'hornet'. De naam hornet wordt uitsluitend gebruikt voor de hoornaar. De horzels (familie Oestridae) zijn echter heel andere insecten die behoren tot de vliegen en niet tot de wespen. Horzels kunnen niet bijten en in tegenstelling tot de hoornaar ook niet steken.

## Verspreiding en habitat

Verspreidingsgebied van de hoornaar in het groen

Het verspreidingsgebied van de hoornaar beslaat vrijwel geheel Europa en delen van Azië, daarnaast komt de soort voor in zuidoostelijk Noord-Amerika. In Noord-Amerika is de hoornaar verspreid door de mens; hij komt er van nature niet voor. De wesp heeft zich hier kunnen handhaven in het zuidoosten en het areaal is sinds de introductie van de wesp flink uitgebreid. In mei 2005 werd een exemplaar aangetroffen in Guatemala, het enige land in Centraal-Amerika waar de hoornaar is gesignaleerd.

### Europa
Binnen Europa is de noordelijkste grens van het verspreidingsgebied gelegen op ongeveer de 63e breedtegraad. De hoornaar komt voor tot in het zuiden van Noorwegen en Finland. In grote delen van het verspreidingsgebied in Duitsland was de hoornaar lange tijd algemeen, maar de soort is hier in delen van het land zeldzamer geworden. In het Verenigd Koninkrijk komt de hoornaar vooral voor in het uiterste zuidoosten, noordwaarts zijn populaties te vinden tot grofweg de stad York. Vroeger was een populatie bekend in het zuiden van Ierland, maar de soort is hier sinds 1999 niet meer waargenomen.
De Europese hoornaar komt in Nederland voornamelijk voor op de zandgronden in het zuiden en oosten, maar is de laatste jaren ook vaker in het westen en noorden van Nederland gezien. In België komt de hoornaar zelden voor, met uitzondering van de Kempen en Limburg alsook in het Pajottenland (Vlaams-Brabant).

### Azië
In Azië komt de soort voor van westelijk Rusland tot Kazachstan, Mongolië en noordelijk China tot in Japan. In zuidoostelijk China komt de hoornaar voor in het zuidwesten in grote delen van het Zuid-Chinees Hoogland.

### Noord-Amerika
Buiten Europa komt de Europese hoornaar voor in delen van de Verenigde Staten en in zuidelijk Canada. In de Verenigde Staten is de wesp in de negentiende eeuw uitgezet. De eerste melding van de hoornaar kwam uit de staat New York, ongeveer rond 1840.
De Europese hoornaar heeft zich verspreid naar de staten Louisiana, North Dakota, Tennessee en South Dakota. Tegenwoordig komt de wesp westelijk voor tot in Texas, zuidelijk tot in North Carolina en noordelijker tot in delen van Canada. In de staat Mississippi zijn ten westen van de rivier de Mississippi alleen enkele versnipperde populaties bekend.

## Uiterlijke kenmerken

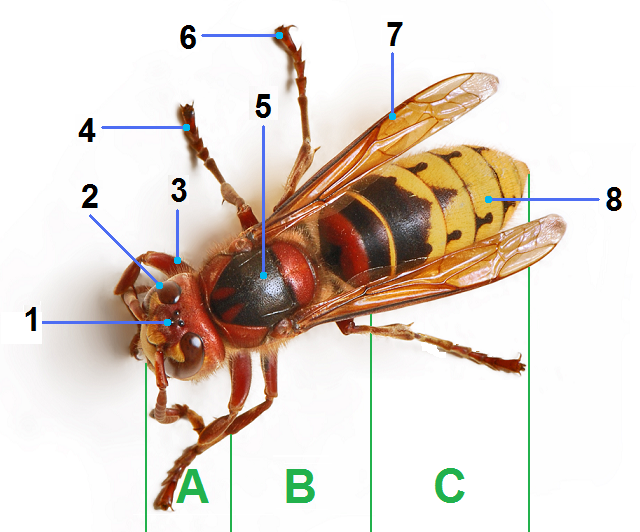
Belangrijkste lichaamsdelen van de hoornaar

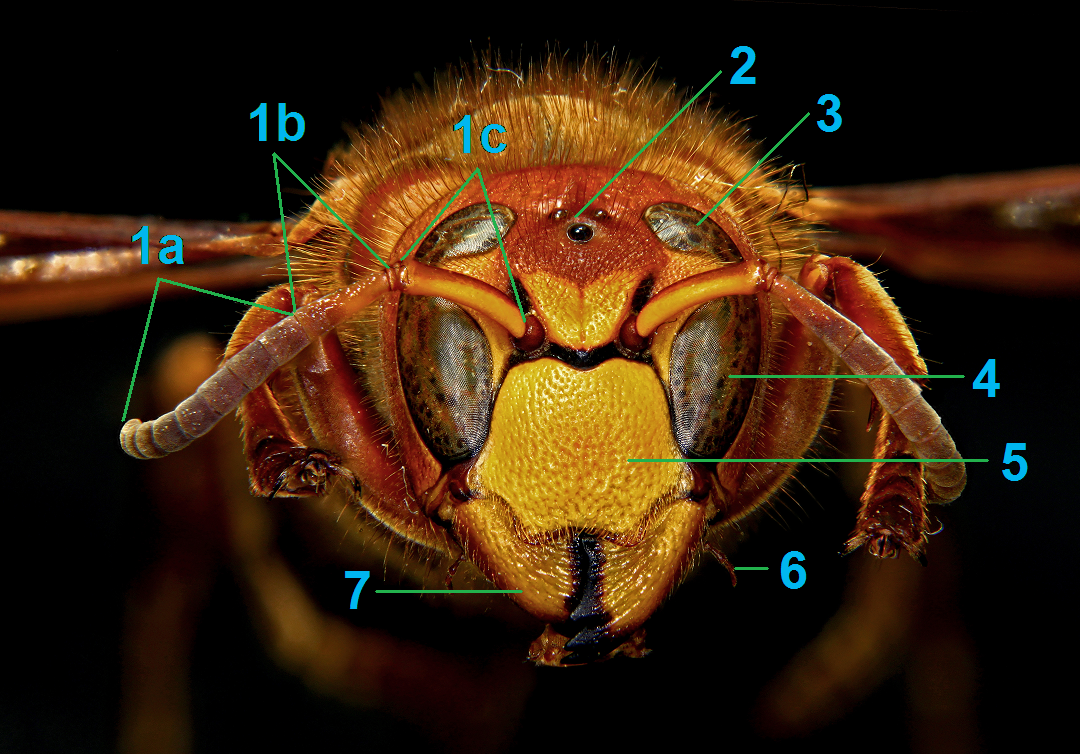
Verschillende delen van de kop

De hoornaar is de grootste wesp van westelijk Europa. De hoornaar wordt gemiddeld 30 millimeter lang, maar koninginnen kunnen groter zijn. Werksters bereiken een lichaamslengte van 18 tot 24 mm, koninginnen een lengte van 25 tot 35 mm en mannetjes worden 21 tot 28 mm lang.

### Kop
De kop valt op vanwege de grootte; niet alleen is de kop groter door de grotere lichaamslengte, de hoornaar heeft in vergelijking met andere wespen ook een groter vertex of kopschild. Daarnaast is de kop oranje tot rood, terwijl verwante plooivleugelwespen zwart met geel zijn.
De ogen van de hoornaar zijn niet rond of ovaal, zoals bij veel andere insecten, maar langwerpig van vorm. De ogen hebben een komma-achtige vorm. Het voorste deel van het oog is aan de voorzijde van de kop gelegen aan de onderzijde. Het oogoppervlak beslaat naar boven toe de zijkant van de kop van de wesp en kromt hier naar voren. De ogen bestaan uit vele kleine suboogjes die de ommatidiën worden genoemd. Het geheel wordt het facetoog genoemd. Boven op de kop zijn drie kleine, donker gekleurde individuele oogjes aanwezig, de ocelli. Deze hebben een visueel ondergeschikte functie en kunnen alleen grove lichtverschuivingen waarnemen en geen beelden vormen.
In vergelijking met andere wespen heeft de hoornaar een sterk vergroot clypeus. De clypeus, een verharde plaat die gelegen is tussen de antennen als bovengrens en de bovenkaak als ondergrens, is als het ware het 'gezicht' van een insect. De hoornaar heeft twee duidelijke kaken die de mandibels worden genoemd. De kaken zijn grotendeels geel, alleen de binnenzijden zijn zwart. Met de kaken worden prooidieren in stukjes geknipt.
Mannetjes zijn van de werksters te onderscheiden aan een aantal kenmerken, voornamelijk aan de kop. De omgeving van de ocelli is bij de mannetjes donkerder. Deze donkere kleur loopt door naar de basis van de antennes. Ook de antennes verschillen, ze zijn donkerder en hebben meer tyloïden. Dit zijn kleine groepjes zintuiglijke cellen op de antennes. Bij de werksters en vrouwtjes is één tyloïde per antennesegment aanwezig. Bij de mannetjes zijn dit er twee, uitgezonderd het eerste segment dat er één heeft.

### Borststuk
Het borststuk is het breedste en meest gewelfde deel van het lichaam. Het borststuk wordt de thorax genoemd en bestaat uit drie delen of segmenten. Het draagt aan de bovenzijde twee paar vleugels, gepositioneerd op het tweede en derde thoraxsegment (gezien vanaf de kop), en aan de onderzijde drie paar poten; aan ieder segment een. De vleugels van de hoornaar zijn langwerpig van vorm en hebben een rokerige, roodbruine kleur vanuit de zijkant bezien.
Het borststuk beschermt de belangrijkste delen van het lichaam: de poten en de vleugelspieren. Het is hiertoe voorzien van enkele verharde platen. De voorzijde van het borststuk is bedekt met het halsschild of pronotum, dat bestaat uit een rand aan de achterzijde van de kop die aan weerszijden breder wordt. Het pronotum sluit aan bij de grootste en meest prominent zichtbare plaat op het borststuk, die ook wel het mesoscutum wordt genoemd.
De kleur van de verschillende delen van het borststuk kan per ondersoort verschillen. De kleur van het achterste deel van het borststuk, de metathorax, is bij de ondersoort Vespa crabro crabro zwart, terwijl bij de metathorax van Vespa crabro germana een rode, V-vormige vlek aanwezig is.

### Achterlijf

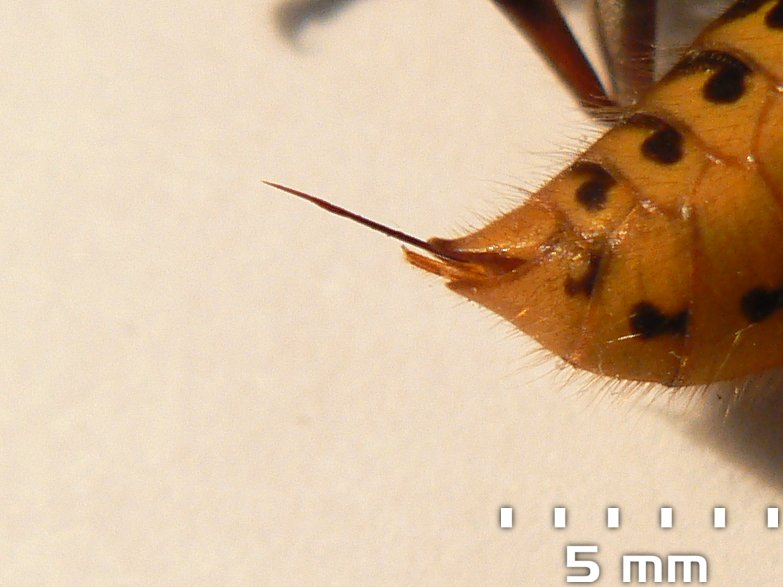
Uitgestoken angel van een dood exemplaar

Het achterlijf bestaat uit segmenten, die zowel aan de bovenzijde als de onderzijde beschermd worden door verharde platen. De platen aan de onderzijde van ieder segment worden de sternieten genoemd en die aan de bovenzijde de tergieten. Bij de hoornaar is de eerste tergiet roodbruin, net als de thorax.
Het achterlijf bevat de belangrijkste organen, zoals het ademhalingsapparaat, het spijsverteringsstelsel en de geslachtsorganen. De ademopeningen zijn aan de zijkanten van de achterlijfssegmenten gelegen.
Aan het einde van het achterlijf bevinden zich de geslachtsorganen. Bij de mannetjes bestaan deze uit de aedeagus en bij het vrouwtje uit de geslachtsopening. De meeste soorten wespen hebben een lange legbuis waardoor de eieren in de ondergrond – zoals een boom – of in een prooidier – zoals een rups – kunnen worden afgezet.
De plooivleugelwespen, waartoe de hoornaar behoort, hebben een gespecialiseerde legbuis, die niet meer wordt gebruikt om de eieren af te zetten. De eieren komen uit het lichaam via de genitale opening waardoor de functie van de legbuis overbodig is geworden. De legbuis is omgebouwd tot een steekorgaan dat de angel wordt genoemd en alleen dient ter verdediging. De angel van de hoornaar is niet voorzien van weerhaken, zoals bij de honingbij wel het geval is. De angel gaat niet verloren na een steek en kan telkens opnieuw gebruikt worden. De angel is hol en aan de basis is een gifklier gelegen die bij iedere steek een kleine hoeveelheid gif afgeeft. Het gif is dodelijk voor andere insecten waardoor deze gemakkelijk kunnen worden buitgemaakt.

### Onderscheid met andere insecten

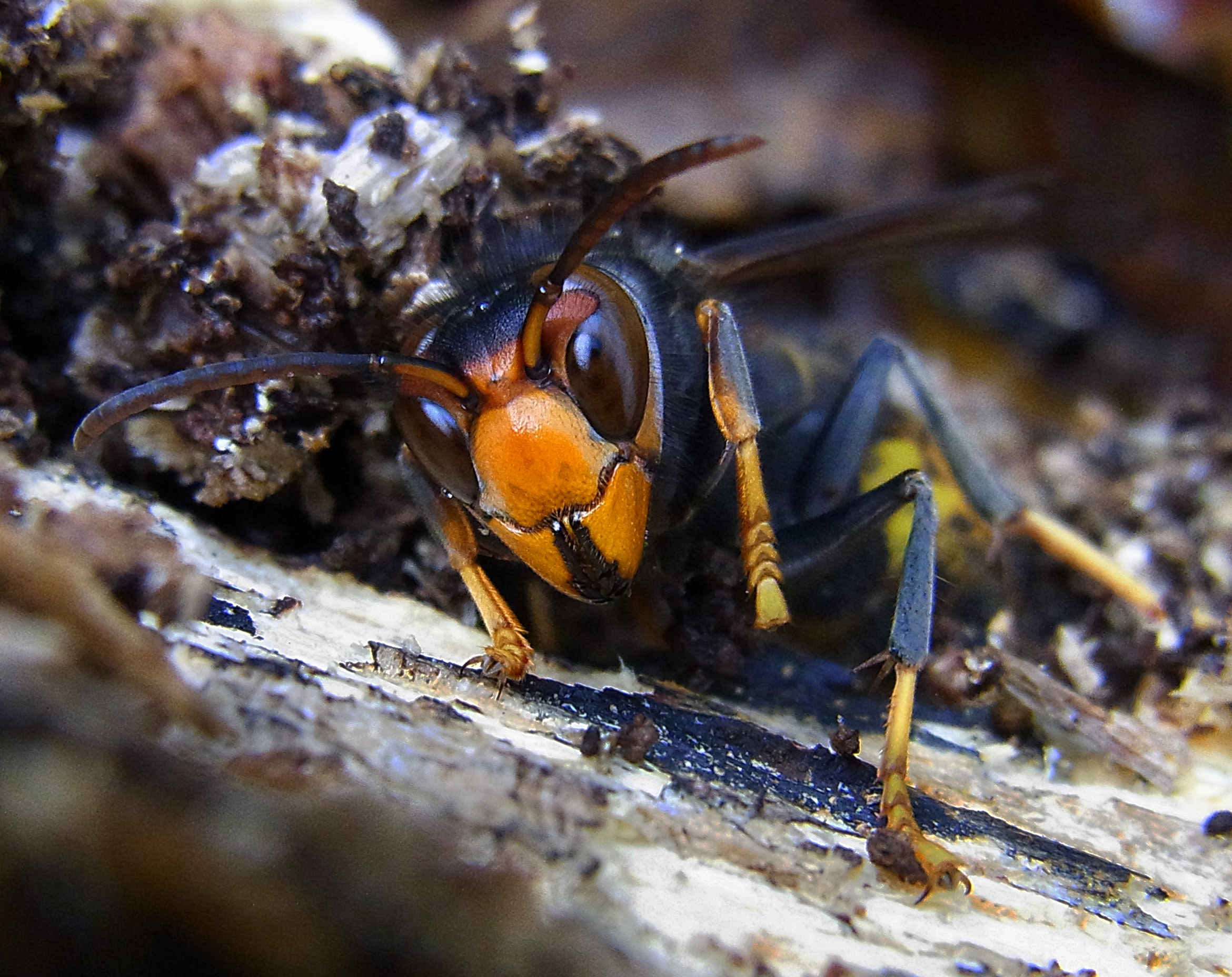
Aziatische hoornaar met duidelijk gele uiteinden van de poten

De hoornaar is in België en Nederland gemakkelijk te onderscheiden van verschillende andere wespen, zoals de Duitse wesp (Vespula germanica) en de gewone wesp (Vespula vulgaris). Deze soorten blijven bijna twee keer zo klein en hebben altijd zwart met gele kleuren en nooit een zwarte en roodoranje kleur. De werkster en koningin van de Duitse wesp worden respectievelijk 15 en 20 mm lang, die van de gewone wesp 14 en 19 mm.
De Europese hoornaar is lastiger te onderscheiden van de Aziatische hoornaar (Vespa velutina), een exoot die ook in België en Nederland is aangetroffen. Het belangrijkste verschil is de kleur van het borststuk en de uiteinden van de poten. Het borststuk is bij de Aziatische hoornaar zwart, de uiteinden van de poten zijn bij de Aziatische hoornaar duidelijk geel ten opzichte van de verder donkerbruine poten. Bij de gewone hoornaar zijn de poten bruin en hebben geen duidelijk lichtere uiteinden.
De Europese hoornaar wordt door verschillende vertegenwoordigers van andere insectengroepen geïmiteerd. Dergelijke insecten zijn zelf volkomen onschuldig, maar ze worden door vijanden aangezien voor een hoornaar en profiteren hiervan doordat ze met rust worden gelaten. Een voorbeeld is de stadsreus (Volucella zonaria), een zweefvlieg die net als de hoornaar een rode kop en borststuk heeft met een gelig achterlijf dat zwarte strepen draagt.
Ook de eveneens ongevaarlijke hoornaarvlinder (Sesia apiformis) lijkt op de hoornaar vanwege de bruine kleuren en de grootte van het lichaam. Deze soort behoort tot de vlinders, maar lijkt uiterlijk meer op een wesp. De hoornaarvlinder heeft grotendeels doorzichtige vleugels om de gelijkenis te versterken. De hoornaarvlinder vertoont een vorm van mimicry, de vlinder lijkt zo sterk op de hoornaar dat andere dieren de vlinder voor de zekerheid uit de weg gaan. De vlinder is te onderscheiden aan zijn opvallende roltong en de ronde ogen.
In Noord-Amerika is de soort te verwarren met grotere soorten graafwespen uit de familie graafwespen (Crabronidae), zoals de soort Sphecius speciosus. Laatstgenoemde soort jaagt op cicades en leeft solitair. Er is dus geen koningin die een nest maakt en er zijn geen werksters, maar alleen mannetjes en vrouwtjes zoals bij de meeste insecten.
| Onderscheid - kleiner, blijft iets kleiner dan Duitse wesp - koningin tot 19 mm - verticale streep op kop, onderzijde vaak voorzien van dwarsstreep - vlekken op achterlijf gefuseerd met zwarte segmentbanden | Onderscheid - kleiner, wordt iets groter dan de gewone wesp - koningin tot 20 mm - vaak stippen op de kop, geen strepen - vlekken op achterlijf niet gefuseerd met zwarte segmentbanden | Onderscheid - kleiner tot 2,5 cm - grote bolle ogen - twee vleugels i.p.v. vier zoals wespen - kan vliegend stilhangen in de lucht | Onderscheid - duidelijke ronde ogen, sterk behaard lichaam - geen scharnierpunt in antenne - zeer slechte vlieger - roltong aanwezig, angel ontbreekt |

## Voedsel en vijanden

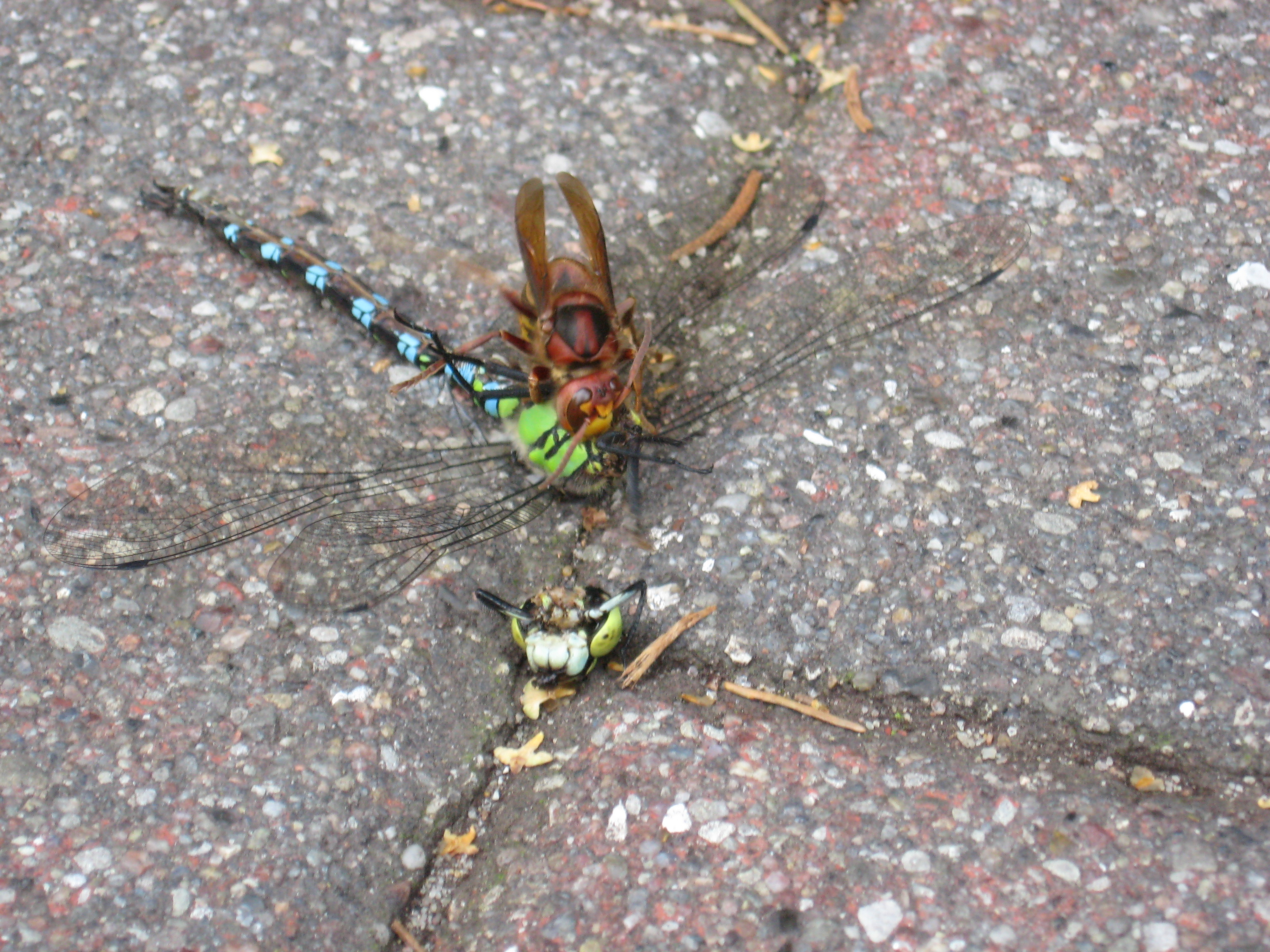
De hoornaar jaagt zelfs op libellen, die veel groter worden.

De Europese hoornaar is een typische rover die grote hoeveelheden insecten vangt en doodt om ze vervolgens te voeren aan de larven. Volwassen hoornaars leven zelf van verschillende suikerrijke plantensappen en niet van dierlijk materiaal.
Hoornaars vangen in hoofdzaak andere insecten en dan voornamelijk vliegen en muggen. Daarnaast worden kleinere plooivleugelwespen, honingbijen en vlinders en de rupsen hiervan buitgemaakt. Naast insecten worden ook veel spinnen gevangen.
In 2001 publiceerden onderzoekers een verslag van aanvallen van hoornaars op libellen op locaties in Wit-Rusland en Italië. Op de locatie in Wit-Rusland waren de steenrode heidelibel en de bloedrode heidelibel het slachtoffer, in Italië de koperen beekjuffer. Uit de waarnemingen concludeerden de onderzoekers dat hoornaars regelmatig op libellen jagen.
Van andere soorten hoornaars is bekend dat ze de nesten van bijen aanvallen en geheel leegroven. Dit gedrag is bijvoorbeeld bekend van de Aziatische hoornaar (Vespa velutina) en de Aziatische reuzenhoornaar (Vespa mandarinia). Dergelijke soorten worden als bedreiging van de honingbij gezien. Van de Europese hoornaar is dit gedrag niet bekend.
De werksters worden grotendeels gevoed door de larven in het eigen nest. De larven worden gevoerd met dierlijk materiaal en produceren een zoetige vloeistof die ze weer afgeven door de monddelen. Deze suikerrijke vloeistof wordt vervolgens door de werksters opgezogen. De larven moeten groeien en hebben behoefte aan proteïnen om het lichaam om te kunnen bouwen tijdens de metamorfose of het popstadium. Ze bewegen niet veel en hebben dan ook geen behoefte aan suikers. Dit in tegenstelling tot de volwassen werksters, die veel vliegen en de energierijke suikers nodig hebben als brandstof.

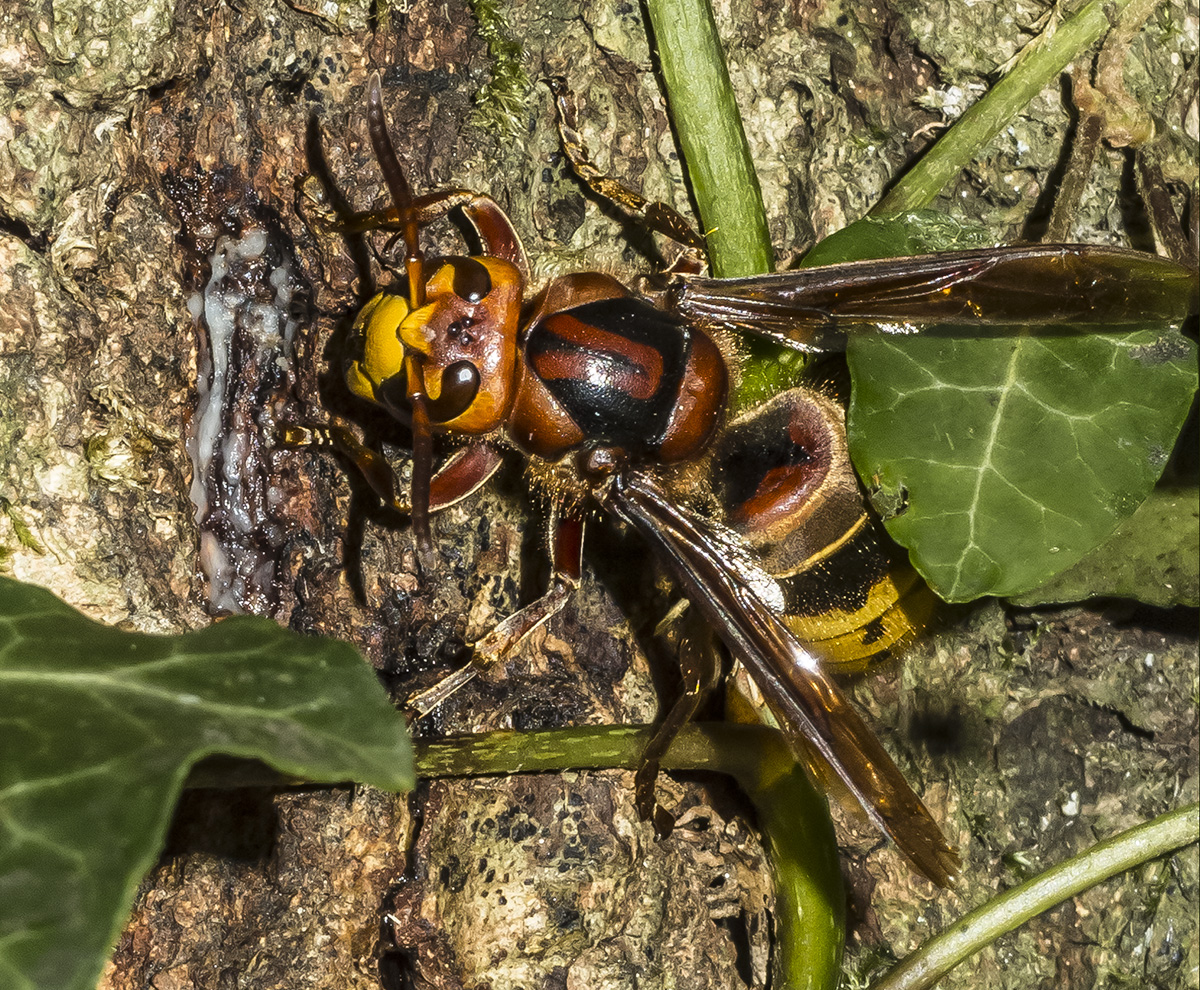
Hoornaar bij het sap van een eik

De werksters vullen hun energievoorraad daarnaast aan met verschillende plantaardige vloeistoffen die worden opgenomen door de monddelen. De hoornaar likt vaak het uittredende sap op van beschadigde bomen, waarbij de bastranden open worden geknaagd met de kaken. Voornamelijk de eik wordt door de wesp gebruikt als leverancier van suikerrijke sappen. Daarnaast worden de takken van de es (Fraxinus excelsior) en de sering (Syringa vulgaris) wel opengeknaagd om een sapstroom op gang te brengen. Ten slotte worden ook sappen uit afgevallen, rijp fruit opgenomen.
Er zijn maar weinig gevallen bekend waarbij nectar uit een bloem wordt opgezogen zoals van honingbijen en veel andere wespen bekend is. Een plant waarbij een dergelijke waarneming wel bekend is, is de Hedera. De hoornaar zuigt daarnaast de zoete afscheiding van bladluizen op die voorkomen op de boswilg (Salix caprea).

### Jacht
De meeste bijen en wespen houden niet van nat weer of van wind en blijven dan in het nest. De hoornaar is zelfs dan actief op zoek naar prooien voor de larven. De hoornaar vliegt zelfs 's nachts, wat zeer ongebruikelijk is voor wespen. De wesp wordt aangetrokken door kunstlicht en komt dan af op menselijke bebouwing. De hoornaar is in staat om bij maanlicht ook 's nachts te jagen en maakt dan veel nachtvlinders buit. De hoornaar is een effectieve insectenbestrijder doordat hij grotere prooien aankan dan de andere wespen. Ook grote insecten als libellen worden gedood en met de sterke kaken in stukjes geknipt.
De hoornaar heeft een kenmerkende manier van eten. De wesp hangt dan ondersteboven aan een tak waarbij het dier slechts een enkele poot gebruikt om zich te ankeren. De overige poten worden gebruikt om de prooi vast te houden terwijl deze door de kaken aan stukjes wordt geknipt. Een prooidier wordt hierbij eerst ontdaan van de vleugels, poten en kop door deze eraf te bijten, daarna wordt de rest van de prooi fijngemalen en naar het nest gebracht.

### Vijanden
De volwassen hoornaar wordt door veel dieren met rust gelaten vanwege de pijnlijke steek. Er zijn enkele uitzonderingen die zich niets aantrekken van de angel en juist graag hoornaars eten. Een voorbeeld is de wespendief (Pernis apivorus), een roofvogel die in grote delen van Europa voorkomt. Van de wespendief is bekend dat alle hoornaars van een nest kunnen worden opgegeten waarbij de gehele kolonie wordt vernietigd.
In het nest leven verschillende insecten die tot heel verschillende groepen kunnen behoren. Het feit dat het nest van de hoornaar andere insecten aantrekt is een van de redenen dat nooit tweemaal hetzelfde nest wordt gebruikt.
Sommige insecten die in het nest leven zijn slechts detritus-eters die de hoornaars ontdoen van hun afval, voorbeelden zijn de larven van de vlieg Fannia caniculari en van de kever het diefje (Ptinus fur). Andere insecten zijn echte rovers die jagen op het gebroed, zoals de hoornaarkortschildkever (Quedius dilatatus) en de hamkever {Korynetes caeruleus}. Ten slotte zijn er verschillende parasieten bekend die leven op de hoornaar. Een voorbeeld is de sluipwesp Sphecophaga vesparum, die zijn eitjes in de poppen legt, waardoor deze hun levensvatbaarheid verliezen. Uit de pop komen vervolgens jonge sluipwespjes tevoorschijn in plaats van een hoornaar.

## Voortplanting en ontwikkeling

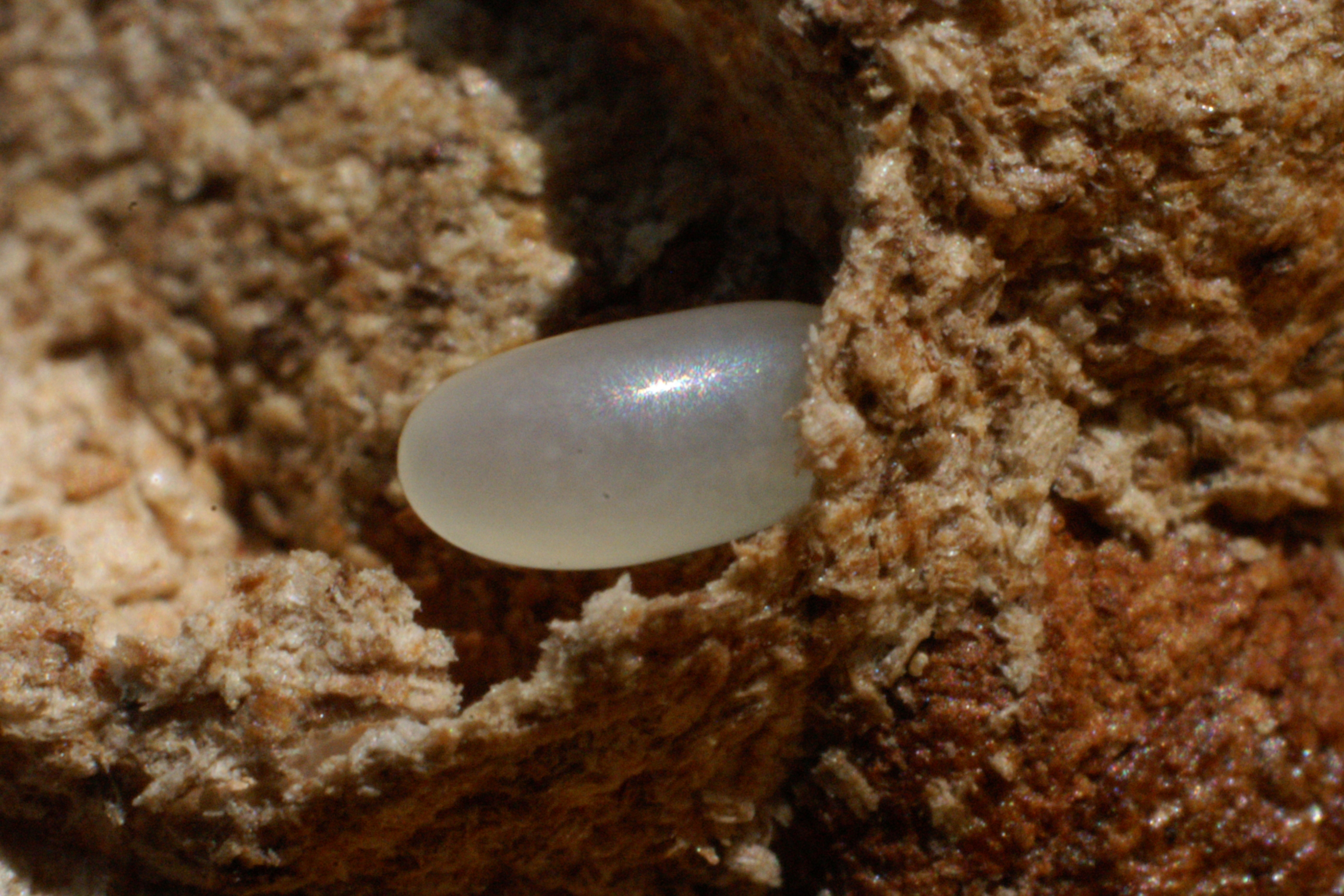
Het ei van de hoornaar is langwerpig en witachtig.

De hoornaar is een eusociale wesp, dit betekent dat de wespen in een kolonie wonen met verschillende generaties waarbij zich broedzorg voordoet. Het aantal hoornaars binnen een kolonie is relatief klein in vergelijking met de bekendere soorten eusociale insecten. Er komen meestal enkele honderden exemplaren voor per nest, maar nooit meer dan 1000 exemplaren. Bij de verwante gewone wesp zijn nesten van 7000 individuen niet zeldzaam.
Hoornaars overleven de winter niet, ze leven net als andere wespensoorten slechts één seizoen. Alleen de koningin die aan het eind van het seizoen werd geboren, overwintert om het volgende jaar een nieuw nest te maken. Zij komt rond eind april tevoorschijn uit haar winterslaap.
De koningin start begin mei met de bouw van een nest, vaak in de buurt van haar winterkwartier. Ze gebruikt nooit een oud nest. Dit basisnest is bolvormig en bevat maar een enkele raat die erg klein is en slechts enige tientallen cellen bevat.
De koningin is in het voorgaande jaar bevrucht door een mannetje en begint in de loop van mei eitjes af te zetten. De eitjes zijn langwerpig, enkele millimeters lang en wit. Ze komen eind mei uit. De larven worden verzorgd door de koningin. Begin juni zijn deze larven volledig ontwikkeld waarna ze hun cel aan de bovenzijde dichtspinnen en zich verpoppen. Omstreeks eind juni verschijnen de eerste werksters die vervolgens alle taken van de koningin overnemen, behalve het leggen van de eieren. Het takenpakket van de werksters omvat het uitbouwen van het nest, het verzorgen van de eitjes en de larven, en het verjagen van indringers. Pas als de eerste groep werksters actief geworden is, wordt begonnen aan de bouw van het eigenlijke nest.

### Nest

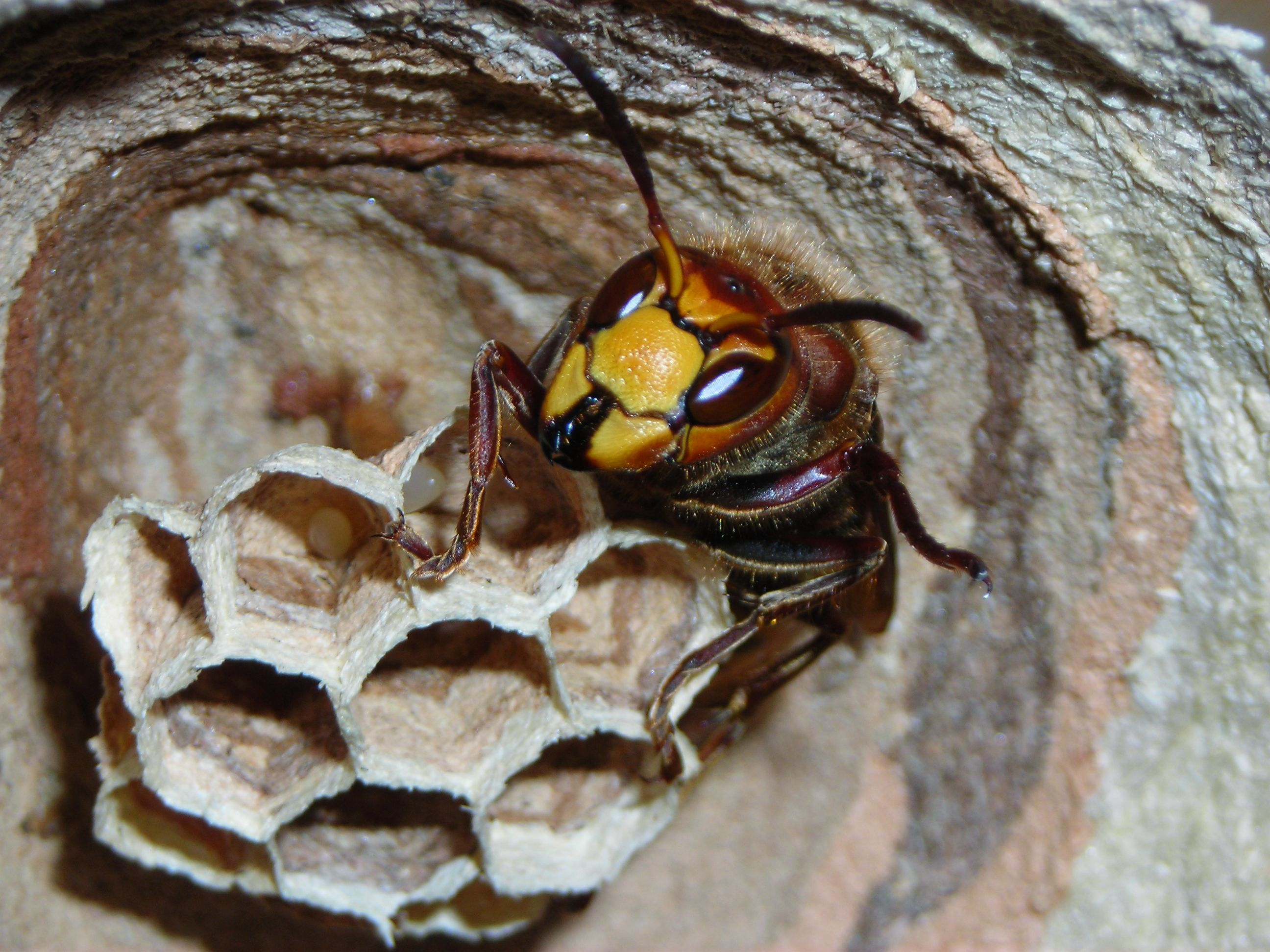
Het eerste nest wordt door de koningin gemaakt; de eitjes zijn duidelijk zichtbaar.

Het uiteindelijke nest wordt gebouwd vanaf mei en wordt meestal op enige hoogte geconstrueerd. De locatie is vaak donker en enigszins afgeschermd. Meestal wordt het gemaakt in een holle boom, maar soms worden graspollen als nestlocatie gebruikt en ook ondergrondse nesten zijn bekend. Het komt voor dat de hoornaar zijn nest maakt in dat van de gele weidemier (Lasius flavus). Als de ruimte om een nest te bouwen te klein blijkt, verlaten de wespen het om een nieuw te bouwen. Ook menselijke constructies kunnen worden gebruikt, zoals nestkastjes van vogels, tuinhuisjes, schuurtjes en daken van huizen. Soms verschijnt een nest vrij hangend in een boom of struik in een tuin bij een woning.
Het nest wordt gemaakt van cellulosevezels die vooral van dode bomen worden afgeknaagd. Er wordt altijd loofhout gebruikt. De wesp knaagt ook wel houtvezels van tuinornamenten en rietmatten.
Het nest telt uiteindelijk ongeveer 1500 cellen en is opgebouwd uit vijf horizontale lagen. Het geheel wordt aan de buitenzijde voorzien van een bolvormig omhulsel zodat de cellen niet zichtbaar zijn. De opening bevindt zich aan de onderzijde. De wespen gaan erdoor naar binnen en naar buiten en het nestafval wordt erdoor naar buiten gegooid.

### Volgende generatie
Eind augustus begint de koningin met het afzetten van eitjes waaruit geen onvruchtbare werksters meer kruipen, maar vruchtbare mannetjes en jonge koninginnen. De mannetjes worden hierbij het eerst geboren en door de werksters opgekweekt, pas later verschijnen de jonge koninginnen.
De koninginnen zullen later uitvliegen en paren met de mannetjes. Hierdoor worden de nieuwe koninginnen bevrucht. Ze zetten nog geen eitjes af maar slaan het sperma op in hun lichaam. De mannetjes sterven kort na de paring. De jonge koninginnen vliegen uit en verspreiden zich, ze zoeken vervolgens een plaats om te overwinteren. Ondertussen wordt de 'oude' koningin steeds meer genegeerd door de werksters en uiteindelijk sterft zij. De laatste werksters houden het uit tot eind oktober of begin november, een nachtvorst is vaak fataal voor de laatste werksters van de kolonie. In de lente verlaat de jonge koningin haar schuilplaats en begint de cyclus opnieuw.
De hoornaar is gevoelig voor kou in de lente. Als de temperaturen relatief laag zijn komen er veel minder nesten tot ontwikkeling dan bij hogere temperaturen.

## Interactie met de mens

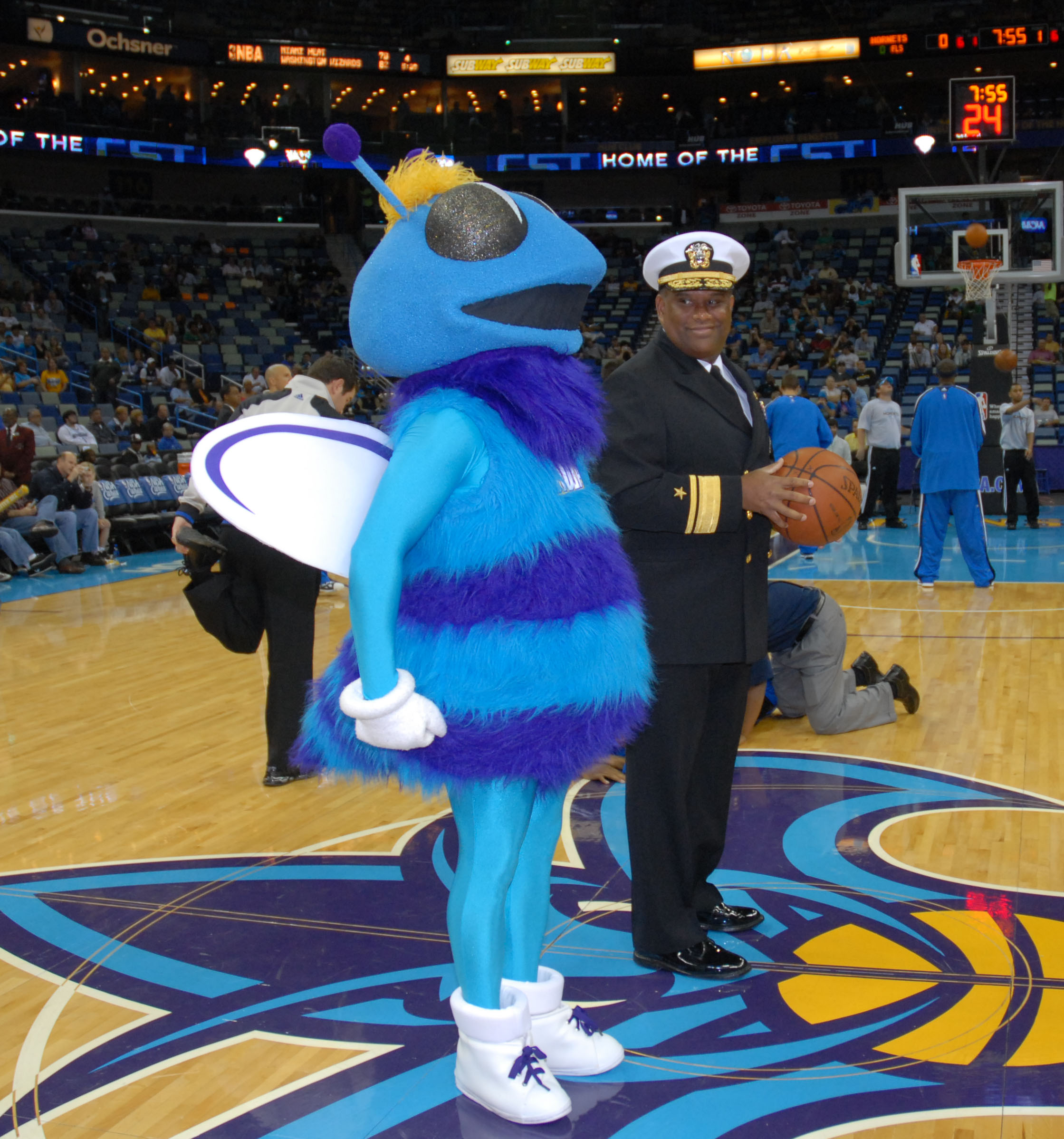
Hugo de hoornaar was de mascotte van het voormalige Amerikaanse basketbalteam Charlotte Hornets

Hoornaars komen al voor in de Bijbel, ze verschijnen in het boek Exodus 23:28, Deuteronomium 7:20 en in Jozua 24:12 waar ze door de Here gebruikt worden om vijanden van de Israëlieten te verdrijven. Volgens Jeremia 46:20 worden hoornaars door Egypte aangetrokken.
Hoornaars hebben een slechte naam als het gaat om hun agressiviteit. Hoornaars zijn volgens de meeste auteurs minder agressief dan de andere bekende plooivleugelwespen zoals de gewone wesp en de Duitse wesp.
Sommige bronnen stellen echter dat de hoornaar agressiever is dan een gewone wesp. De hoornaar zoekt de mens ook zelden op, in tegenstelling tot eerder genoemde wespen die ook wel 'limonadewespen' worden genoemd omdat ze afkomen op zoetigheden zoals frisdrank.
De Europese hoornaar wordt echter wel agressief binnen een straal van vijf meter van het nest. Als men deze veiligheidsafstand aanhoudt hoeft een nest in de buurt van verhoogde menselijke activiteiten geen problemen op te leveren, zelfs niet in de buurt van een kleuterschool. Als men het nest benadert, komen de werksters luid brommend aanvliegen wat een afschrikwekkend effect heeft, maar de wespen kunnen dan ook spontaan steken. Het handhaven van een nest van de hoornaar in de omgeving heeft als voordeel dat men minder last heeft van andere insecten zoals andere soorten wespen en verschillende soorten vliegen. Indien een nest op een lastig te negeren plaats wordt gemaakt, zoals naast de voordeur van een gebouw, kan het beter verwijderd worden.
De steek van de Europese hoornaar is pijnlijker dan die van een gewone plooivleugelwesp of een honingbij. De hoornaar steekt minder snel - al kan de hoornaar wel erg weerbaar zijn als het erop aankomt een nest te verdedigen. In de volksmond doen fabels de ronde dat een paar steken al voldoende zouden zijn om een mens of een paard te doden. Dit is onwaar, tenzij de persoon in kwestie toevallig allergisch is voor het gif dat wordt afgegeven. In de wetenschappelijke literatuur is één geval beschreven van een fatale afloop na meerdere steken door een hoornaar.
Het gif van de hoornaar is zwakker dan dat van bijen. Hoornaargif dient voornamelijk om ongewervelden te doden en secundair om het nest te beschermen. Honingbijen hebben een nest waarin een honingvoorraad is opgeslagen en moeten dat verdedigen tegen dieren zoals dassen, en beren. Hun gif werkt daarom krachtiger op zoogdieren dan dat van wespen, die deze natuurlijke vijanden niet hebben.
De LD50 van bijengif op ratten is ongeveer 6 milligram per kilo lichaamsgewicht, dat van de hoornaar varieert van 10 tot 90 milligram. De kans op een gevaarlijke allergische reactie lijkt bij de hoornaar overigens wat groter dan bij andere wespen. Het gif is vergelijkbaar met dat van andere wespen (en bijen), maar het bevat een hogere concentratie van de neurotransmitter acetylcholine, waardoor de steek erg branderig aanvoelt. Desensibilisatiekuren met gewoon wespengif zijn ook effectief tegen hoornaargif. Net als bij gewone wespen zijn voor een gezond persoon circa 500-1000 steken nodig om tot een dodelijke dosis te komen. Aangezien nesten nooit meer dan 1000 exemplaren tellen en slechts één op de tien exemplaren uit het nest zullen aanvallen om te steken is de kans op een dodelijke afloop vrijwel nihil.
In augustus 2009 zouden volgens berichten in de populaire pers twee mensen in Kroatië door steken van hoornaars zijn overleden; in beide gevallen ging het om mensen die bomen aan het kappen waren. In België kwam in 2011 een bejaarde man om na gestoken te zijn door hoornaars. In 2013 overleed een Nederlandse man in Frankrijk door een hoornaarsteek.
In 2015 overleed een man in Teslić, Bosnië en Herzegovina, door een steek van een hoornaar bij het kappen van bomen.
In september 2017 werd een groep wandelaars in Eindhoven belaagd door hoornaars, sommigen werden meer dan 20 keer gestoken. Vier wandelaars moesten worden behandeld in een ziekenhuis.
In juli 2018 overleed een 59-jarige Nederlandse man tijdens vakantie in de Drôme in Frankrijk door een steek van de hoornaar. Enkele weken eerder werd de steek ook een Fransman fataal.
Om de steek van een hoornaar te voorkomen dient men minimaal vijf meter bij het nest vandaan te blijven en de aanvliegroute te vermijden.

## Taxonomie en indeling
De Europese hoornaar behoort tot de insectenorde vliesvleugeligen (Hymenoptera) en de familie plooivleugelwespen (Vespidae). De meeste soorten uit deze familie behoorden ooit tot het geslacht Vespa, zodat het geslacht gezien werd als de 'typische' wespen. Tegenwoordig behoren de meeste soorten tot andere geslachten, zoals Vespula en Dolichovespula.

### Ondersoorten
Er worden negen ondersoorten onderscheiden. Enkele hiervan zijn oorspronkelijk als aparte soort beschreven. De ondersoorten verschillen zowel in lichaamskleur als in het verspreidingsgebied.
- Vespa crabro crabro
- Vespa crabro altaica Pérez, 1910
- Vespa crabro birulai Bequaert, 1931
- Vespa crabro caspica Pérez, 1910
- Vespa crabro crabroniformis Smith, 1852
- Vespa crabro flavofasciata Cameron, 1903
- Vespa crabro germana Christ, 1791
- Vespa crabro oberthuri Du Buysson, 1902
- Vespa crabro vexator Harris, 1776